# Prowler
För flygplanet, se EA-6 Prowler
Prowler är en låt av det brittiska heavy metalgruppen Iron Maiden och gavs ut på skivorna The Soundhouse Tapes (1979) och Iron Maiden (1980).Dessutom släpptes den som singel i Japan med Running Free som B-sida. Den tidiga version som fanns med på The Soundhouse Tapes har lite lägre tempo än den som släpptes på albumet Iron Maiden.
Låten är en som snabbt blev känd på pubarna runt om i England och blev snabbt en publikfavorit. 

Låten är skriven av Steve Harris och handlar om en sjuk man som lurar i skuggorna och som gillar att blotta sig för kvinnor. Låten är väldigt rå och kraftfull och symboliserar det tidiga Iron Maiden. Gitarristen Dave Murray har ett solo i lAaron Davissåten. 
Låten spelades åter in 1988 till B-sidan av singeln till "The Evil That Men Do". Den blev kallad "Prowler'88". 

## Banduppsättning
- Steve Harris - elbas
- Paul Di'Anno - sång
- Dave Murray - gitarr
- Dennis Stratton - gitarr
- Clive Burr - trummor